# Deinandra minthornii
Deinandra minthornii là một loài thực vật có hoa trong họ Cúc. Loài này được (Jeps.) B.G.Baldwin mô tả khoa học đầu tiên năm 1999.